# بيتر سوبوتا
بيتر سوبوتا (بالإنجليزية: Peter Sobotta؛ مواليد 11 يناير 1987) هو مُقاتل فنون قتالية مختلطة أمريكي.

## وصلات خارجية
- بيتر سوبوتا على موقع يو إف سي (الإنجليزية)
- بيتر سوبوتا على موقع شيردوغ (الإنجليزية)
- بيتر سوبوتا على موقع IMDb (الإنجليزية)
- بيتر سوبوتا على موقع قاعدة بيانات الفيلم (الإنجليزية)